# Astatovodík
Astatovodík nebo astatan je binární sloučenina astatu a vodíku HAt. Astat je kovalentně vázán k vodíkovému atomu.
Je rozpustný ve vodě, kde vytváří kyselinu astatovodíkovou, která má velmi podobné vlastnosti jako zbylé čtyři halogenovodíkové kyseliny, přičemž je z nich nejsilnější. Její využití je velmi limitováno nestabilitou, snadno se rozkládá na vodík a astat a také faktem, že neexistuje stabilní izotop astatu a všechny známé izotopy mají krátké poločasy rozpadu. Kvůli velmi blízké elektronegativitě vodíku a astatu dochází ke snadné disociaci vazby za vzniku vodíku a srážení astatu.